# アニたま喫茶 三姉妹。
『アニたま喫茶 三姉妹。』（あにたまきっささんしまい）は、ラジオ関西のアニたまどっとコム枠内で2010年4月2日から2012年6月29日まで放送されていたラジオ番組。

## 概要
喫茶店「三姉妹。」を経営する3人姉妹。しっかり長女・ちゃっかり次女・のんびり三女はたわいない日常を過ごす普通の姉妹だが、実は裏の顔を持っていた。その正体は…。

## パーソナリティ（三姉妹）
- 神田朱未（長女 あけ姉）
- 大亀あすか（次女 あすか）
- 鈴木美咲（三女 みぃ）

## コーナー
あけプロ♥
あけ姉がプロデュースをするコーナー。婚活ラジオドラマは一段落した為、あけ姉があすかとみぃをプロデュースする企画が進んでいる。
接客マニュアルを作ろう
リアルに喫茶店を開店出来るように、リスナーから募集したもしものトラブルの解決方法を三姉妹で考えるコーナー。
今夜、あなたのハートをいただきます
週替わりで三姉妹がお題に沿ってリスナーのハートを盗む台詞を言うミニコーナー。
下からミサキ
大学を卒業したみぃが今後、立派な大人として社会で生きていけるようにリスナーからアドバイスを頂くコーナー。
あすカーン
怪盗として重要な危機管理能力があまり感じられないあすかの勘を鍛えるコーナー。勘が外れた場合は、みぃから何かしらの制裁が加えられる。
メニュー開発会議
三姉妹が経営する喫茶店の新メニューを発案し、実際に作って試食してみるコーナー。不定期に行われる。

## 終了したコーナー
今週のあけ姉 婚活情報!
結婚へ向けて活動にいそしむあけ姉を応援したり、心配したり、一喝したり、情報提供したりするコーナー。
チャレンジコーナー
裏の顔を持つ三姉妹が、任務遂行に向けてさまざまな挑戦をするコーナー。
今週のあけバンク情報！
2011年からリアル婚活は諦めたあけ姉が耳寄りなお金儲け情報を募集しているコーナー。
みぃのドＳ早口言葉
とってもドＳな早口言葉を鈴木美咲が“ドＳ声優”として披露するコーナー。
大亀あすか Not Sexy Word 2011 → 大亀あすか Not Sexy Charange
全然セクシーじゃない言葉をお色気声優・大亀あすかがセクシーに読むコーナーだったが、最近では色っぽく言ってほしい擬音語を募集している。92回で終了。
みぃで遊ぼう！ → お兄ちゃん!みぃで遊んでっ
みぃに言わせたい色々なセリフを募集するコーナー。92回で終了。

## ゲスト
- 緒方賢一（第11回 ミニドラマでは大家役で出演）

## 公開録音
- 2010年10月10日に『第15回ラジオ関西まつり〜ハーバーボンバー2010〜』で公開録音を実施した。
- 2011年6月19日に神戸ハーバーランド『カルメニ』1階 ラジオ関西オープンスタジオで2回目の公開録音を実施した。

## 平和島ロケ
コミケ80でDJCDを300枚売る事が条件だった初島ロケ企画が、第73回（2011年8月19日）の結果発表でノルマが達成できず中止になったが、コミケ3日目に手伝いに行った大亀が聞いたお父さん（佐藤P）の「（今の枚数だと）平和島くらいかな」という発言から平和島で外収録を行う事になり、第77回（2011年9月16日）・第78回（2011年9月23日）で放送された。

## 関連商品

### CD
- アニたま喫茶三姉妹。〜こんかつ定食はじめました〜（2011年6月の公開録音にて先行販売、2011年7月8日よりアニたまSHOPで取り扱い開始）
  - 婚活ドラマ「こんかつッ！」が入った新録のDisc1と、バックナンバーのDisc2（第1回~第26回のmp3データ）の2枚組。
- 妄想♥Chuッ!（2012年3月のアニたまフェスティバルにて先行販売、2012年4月4日よりアニたまSHOPで取り扱い開始）
  - ブックレットには番組に応援メールを送ったリスナーの名前を三姉妹が手書きしたものを掲載している。三姉妹が一緒に写った標準ジャケットの他に、個別に撮影したアナザージャケットがCD1枚にランダムで1つ付いている。その中に1/34の確率でお父さんのアナザージャケットが入っており、添付された案内通りに応募するとアナザージャケット3種類セットが貰える。

### その他
- 番組特製マグカップ
  - イラストコンテスト最優秀作品が印刷されたマグカップで、神戸のおいしい缶コーヒー（微糖）1本付き。
- 根性焼き（瓦せんべい）
  - イラストコンテスト優秀作品が印刷された神戸名産の瓦せんべい。後に、2月3日が鈴木の誕生日にちなんで2011年1月末にメッセージカード3枚セット付きがアニたまSHOPで販売された[3]。

1. あけ姉のお金にまつわる格言 手書きメッセージカード
2. あすかちゃんのNot Sexy Word 手書きメッセージカード
3. みぃのドＳ早口言葉 手書きメッセージカード（直筆）

- 三姉妹。ハンドタオル
  - CDジャケットと同じイラストで、綿100%。タオルの産地・四国今治で織られた。
- 三姉妹。コースター3枚セット
  - マイクロファイバー素材でイラスト違いの3枚セット。
- 三姉妹。ペットボトルホルダー
  - 大亀が発案した、オレンジ色のペットボトルホルダー。
- アニたま喫茶三姉妹。Special DVD あすかとみぃのPrivete Movie
  - 2011年8月のコミックマーケット80でDJCD1を購入すると先着300枚[4]に付いた特典DVD。